# Euclavarctinae
Sous-famille
Les Euclavarctinae sont une sous-famille de tardigrades de la famille des Halechiniscidae. 

## Liste des genres
Selon Actual checklist of Tardigrada species :
- Clavarctus Renaud-Mornant, 1983
- Euclavarctus Renaud-Mornant, 1975 - genre type
- Exoclavarctus Renaud-Mornant, 1983
- Moebjergarctus Bussau, 1992
- Parmursa Renaud-Mornant, 1984
- Proclavarctus Renaud-Mornant, 1983

## Systématique
Le nom valide complet (avec auteur) de ce taxon est Euclavarctinae Renaud-Mornant, 1983,. Son genre type est Euclavarctus Renaud-Mornant, 1975.

### Publication originale
- Jeanne Renaud-Mornant, « Tardigrades abyssaux nouveaux de la sous-famille des Euclavarctinae n. subfam. (Arthrotardigrada, Halechiniscidae) », Bulletin du Muséum national d'histoire naturelle. Section A, Zoologie, biologie et écologie animales, Paris, 4e série, vol. 5, no 1,‎ 1983, p. 201-219 (ISSN 0181-0626, lire en ligne, consulté le 25 août 2024).